# 考科藍合作組織
考科藍（Cochrane）也稱為考科藍合作組織或考科藍協作組織，是獨立、非營利的非政府组织，由超過三萬七千名的志願者所組成，分布國家超過170個。考科藍成立的目的是希望以系統化的方式組織醫學研究的資訊，依照實證醫學的原則來提供醫護專業人員、病人、醫療政策致訂者等人需要的資訊，以便於在醫療上的選擇。
考科藍進行有關衛生保健介入及診斷檢查中，隨機對照試驗的系統性文獻回顧，在考科藍實證醫學資料庫發表。有些綜論（例如職業安全領域的）也會研究非随機性、觀察性研究的結果。
考科藍在中國大陸（1999年）、臺灣（2015年）和香港（2019年）均設立有分部。

## 歷史
考科藍 (過去被稱為考科藍合作組織) 是由艾恩‧查默斯爵士 (Sir Iain Geoffrey Chalmers) 帶領下於1993年成立。該組織是回應艾奇‧考科藍 (Archie Cochrane) 的呼籲而發展的，他呼籲對醫療領域中的所有相關隨機對照試驗進行系統性文獻回顧，並隨時更新資訊。
1998年，考科藍經濟方法學小組 (CEMG) 成立，作為推動基於健康經濟學、實證醫學與系統性文獻回顧的決策。
研究與發展計畫 (由國民保健署 (英國)支持) 採用了考科藍的建議：方法學應該更廣泛地使用過去用於懷孕及生產中準備與維持的對照試驗。透過NHS的研究與發展計畫 (由麥可‧佩卡姆為領導)，提供資金成立了「考科藍中心」，並與英國及其他地區的人合作，推動醫療各領域中隨機對照試驗的系統性文獻回顧。
2004年，坎貝爾協作組織偕同CEMG 建立坎貝爾與考科藍經濟方法學小組(CCEMG)。
2013年，該組織發表社論，描述它們在培訓開發中國家進行考科藍回顧的努力。2017年的社論簡要討論到考科藍方法學的歷史，例如使用方法學代替隨機對照試驗及在臨床實作上使用實證資料的挑戰。

## 標誌

一個給予過早分娩女性皮質類固醇的7項研究的森林圖；考科藍以相同的資料作為其標誌的一部分。

考科藍的標誌代表著對7個隨機對照試驗 (RCTs) 的統合分析，它在森林圖中比較了一種治療介入與安慰劑的結果。該圖顯示了給過早分娩的婦女較便宜的皮質類固醇療程的系統性文獻回顧及統合分析結果─如果在1982年就有系統性地回顧RCTs，便可以顯示證據的有效性。這項治療減少了30-50% 因為未成熟導致併發症而死亡的早產兒。由於直到1990年為止，尚未發表任何關於這些試驗的系統性回顧，大部分的婦產科醫師還未意識到這種治療方式非常有效，因此當時的許多早產兒可能遭受不必要的痛苦或死亡。

## 評論
2004 年《加拿大醫學協會雜誌》的一篇社論指出，考科藍回顧似乎比其他的文獻回顧更新、品質更好，並將其描述為「方法學研究及發展後設流行病學的最佳單一資源」，並歸功於它們在領導醫學文獻方法學上的改進。
該研究比較考科藍與其他來源的出版研究，在不孕、物理治療與齒顎矯正學領域上於統合分析的品質，結論是考科藍回顧在方法學上表現優異且嚴謹。一項更廣泛的、跨科的研究得出了相似的結論，不過這研究是由考科藍作者完成的。

## 合作夥伴

#### 世界衛生組織
考科藍與世界衛生組織維持著正式的關係，這賦予考科藍有權任命列席代表參加WHO會議，包括世界衛生大會，並對WHO的決議發表聲明。

#### 維基百科
維基百科與考科藍合作，增加納入維基百科項目的考科藍研究，並為維基百科的編輯提供解釋醫學資料的資源。考科藍與約翰‧威利、桑斯 (考科藍文獻回顧的出版者) 提供100個免費的考科藍帳戶給維基百科的醫學編輯，價值估計每年為3萬到8萬之間，並提供小額的補助及旅費以支援他們住在考科藍。

## 公共參與
考科藍有許多公眾可以參與的任務，像是製作系統性文獻回顧及其他的產出。這些任務可以被區分為「入門級」或其他更高的等級，包括：
- 加入志願者合作組織，來幫助分類與摘要醫療實證資料[33]
- 資料萃取與偏差的風險評估
- 將文獻回顧翻譯成其他語言

一篇最近關於人們如何參與系統性文獻回顧的系統性文獻回顧，記錄了權益關係人參與系統性文獻回顧，並利用這些資料來描述權益關係人是如何參與系統性文獻回顧。有30%的病人和/或照顧者參與。
儘管存在著對考科藍是如何優先考慮系統性文獻回顧的批評，但最近的一個計劃仍讓人們可以確認研究的優先次序，以提供給未來的考科藍文獻回顧。
2014年，考科藍與維基百科的合作夥伴關係正式化。這支持了所有維基百科的醫學項目 (包括相關實證資料)，有助於確保維基百科中的醫學資訊具有最高的品質與精確性。

## 外部連結
- Cochrane web site （页面存档备份，存于）